# 우르두 문자
우르두 문자(우르두어: اردو حروفِ تہجی)는 우르두어를 표기하는 문자이다.

## 같이 보기
- 우르두어 위키백과